# Макаров, Анатолий (хоккеист, 1939)
Анатолий А. Макаров (1939 — 1962) — советский хоккеист, нападающий.
Воспитанник свердловского «Спартака», с сезона 1959/60 играл за команду в классе «А».
Зимой 1961—1962 годов случайно убил жену, намереваясь убить тёщу, и был приговорён к расстрелу.